# Buza
Buza (románul Buza, németül Besotten) település Romániában, Kolozs megyében, az azonos nevű község központja.

## Fekvése
Széktől délkeletre fekvő település.

## Története
A település és környéke már az őskorban is lakott hely volt, amit bizonyítanak az itt, a "Vrábja", a "Forrásoknál" és "Bégben" talált tégladarabok, kőkorszakbeli csákányok, valamint a "Medvés" nevű határrészben volt halásztelepen talált fazakas-korong nélkül készült vastag agyagedények és égetett halászsúlyok, egykori tüzelőhely nyomaival.
Buza Árpád-kori település. Nevét már 1220-ban említette oklevél Pouca de v. Buza néven, mikor az ide való Pouca beperelte Munkachot és az összes falubelit emberölésre való szövetkezés miatt (Györffy).
1316 előtt a település az Ákos nemzetségbeli Majos (Mayus) fiainak: Ellős (Elleus) és Majosnak birtoka volt, Károly Róbert a birtokot elvette tőle, és 1318-ban Miklód fia Omori Gál királyi jegyzőnek adta a falut Szent Györgyről nevezett kőtemplomával és vásárjával együtt, mivelhogy Moys 600 M kárt okozott Gál és testvére: György ménesének elhajtásával, és Myke fia Gergely nevű rokonának. 1329-ben Bwza csere révén Hontpázmány nemzetségbeli Pogány István birtoka lett, és ekkor leírták Gyeke, Lak, Noszoly felé eső határát is.
Neve szerepelt az 1332-1337-es pápai tizedjegyzékben is.
1359-ben birtokosa István fia Pogány János, kinek panaszára I. Lajos király Dénes erdélyi vajdának elrendeli, hogy a bálványosvári várnagy a bonchidai és széki népeknek, kik több földjét, köztük Czikót, Czentét és Gyulatelkét bitorolják, tiltsa meg, hogy a királyi földekből semmit el ne idegenitsenek, sem pedig el ne foglaljanak. Valószínűleg Pogány János örökös nélküli halála után Búza a Bebekek birtokába került, mivel 1395-ben birtokosa már néhai Bebek István comes fia; Ferenc mester volt, akinek itt tiszttartója Nyiri István volt.
1401-ben Bebek Detre nádor és néhai testvérének Imrének fiai: László, Domokos és András Búzát az almási várral együtt Zsigmond királlyal elcserélték Szikszóért.
1455-ben* Pelsőczi Bebek Imre erdélyi vajda özvegye Veronika s gyermeke Pál, Búza város felét Hunyadi Jánosnak adta zálogba 1160 forintért tartozékaival együtt, akiről özvegyére Szilágyi Erzsébetre szállt.
1460-ban Búza vásárát is említették.
1470-ben Mátyás király néhai Pelsőczi Bebek Imre fiának Pálnak birtokát: Búzát tartozékaival együtt Dengelegi Pongrácz János erdélyi vajdának adományozta. 1492-ben Bebek György fia János óvást emelt az adományozás ellen.
1508-ban Bwza-i Bartos Györgyné: Jusztina a Kolozs vármegyében fekvő Széplakon Újbudai részt vett zálogba.
1509-ben Pelsőczi Bebek János és fiai Imre és Ferenc Búzát, mely ekkor sógorának Somi Józsa temesi főispánnak kezén volt, neki és utódainak adományozta.
Később birtokosa voltak még a későbbiekben Kendiek, a Csáky család, a Jósika és Bakó családok is.
A községnek 1850-ben 1364 lakosa volt, ebből 832 román, 469 magyar és 61 roma. A nemzetiségi összetétel 1992-ben a következő volt: 796 román, 693 magyar, 17 roma.

## Látnivalók
- 19. századi Bornemisza-kúria[3]